# Myotis nattereri
El murciélago ratonero gris (Myotis nattereri), cuyo nombre científico es en honor al naturalista austríaco Natterer, es una especie de murciélago europeo de pelaje castaño y alas de un tono más claro. Su color es también castaño en la membrana del ala, pasando a ser blanco en el vientre. Puede encontrarse en la mayor parte del continente, pero no hay muchos ejemplares. Su fórmula dentaria es {\displaystyle {\frac {2.1.3.3}{3.1.3.3}}} .

## Distribución
Se distribuyen por el paleártico de Eurasia. Según las últimas investigaciones los ejemplares de la península ibérica pertenecen a las especies crípticas Myotis escalerai y Myotis crypticus, y las del Magreb a Myotis zenatius.
La distribución en el Reino Unido del murciélago de patagio aserrado puede encontrarse en el sitio web de la National Biodiversity Network (Red Nacional de Biodiversidad).

## Hábitat
En verano viven en árboles de hoja caduca, en coníferas, o en edificios cercanos a sus fuentes de alimento.

## Protección
Estos murciélagos están protegidos por la Directiva de Hábitats de Europa. 
En el Reino Unido, su rareza ha llevado a que los bosques fuesen considerados como Sitios de Interés Científico Especial o Áreas Especiales de Conservación, y se realizará un plan para ampliar esta protección en el ámbito nacional. 

## Ecolocación
La frecuencia utilizada para la ecolocación por esta especie de murciélago va entre 23 y 115 kHz, alcanzando picos de energía en los 53 kHz y con una duración que promedia 3.8 ms.